# 5792 Unstrut
5792 Unstrut eller 1964 BF är en asteroid i huvudbältet som upptäcktes den 18 januari 1964 av den tyske astronomen Freimut Börngen vid Tautenburg-observatoriet. Den är uppkallad efter floden Unstrut.
Asteroiden har en diameter på ungefär 13 kilometer.